# Diego de Sanabria
Diego de Sanabria (Medellín de la Extremadura, Corona de Castilla de la Monarquía Hispánica, ca. 1532 – f. Sudamérica, después de 1557) era hijo de Juan de Sanabria, quien había casado en segundas nupcias con Mencía Calderón, y por consiguiente esta dama era la madrastra. 
Juan de Sanabria, al enterarse de la destitución de Alvar Núñez Cabeza de Vaca en la gobernación de Nueva Andalucía del Río de la Plata, el 22 de junio de 1547, elevó solicitud a Carlos I para que se le concediese la plaza vacante. Aceptada su petición, Juan de Sanabria recibía el nombramiento de adelantado el 1 de enero de 1549; pero, tres meses más tarde, lista ya la expedición para partir al Río de la Plata, moría en España. 
Aquella muerte supuso un trance familiar y habría significado la ruina de aquella familia si doña Mencía, que era mujer decidida, no hubiera resuelto emprender la empresa por su cuenta; pero las leyes de la época se lo prohibían y aquella resuelta dama decidió ponerla en manos de su hijastro Diego de Sanabria, que por aquellas fechas contaba unos 17 años.

## Dificultades
Hacer la leva, reunir a la gente necesaria y contratar los navíos para la travesía no les resultó tan fácil a doña Mencía y al joven Diego, y mientras este en Sevilla intentaba desesperadamente reunir medio millar de soldados más, la ilustre dama enviaba por delante tres navíos a su destino al mando de Juan de Salazar. En estos navíos iban doña Mencía Calderón y las tres hijas que tenía. 
Después de recalar y abastecerse en las islas Canarias, la travesía hasta el destino asignado no fue venturosa, ya que los vientos empujaron los barcos hasta las costas africanas del golfo de Guinea, donde unos piratas franceses los despojaron de todo cuanto llevaban de valor. Después del incidente y de haber perdido dos barcos, enfilaron ruta hacia las costas del Cono Sur, pero los vientos nuevamente los empujaron hasta las costas de Brasil en las inmediaciones de Santa Catalina. 
La decidida dama no se arredró y, desde aquellos parajes brasileños, solicitó ayuda y mandó varias expediciones hasta el Río de la Plata a pedir socorro; viendo que no le hacían caso y cansada de esperar auxilio, la dama se armó de valor y emprendieron la marcha a pie hasta Asunción, donde llegaron a mediados de 1556. Una de sus hijas debió de morir en esta caminata ya que solamente se tienen noticias de sus hijas María y Mencía, que posteriormente casaron en los territorios rioplatenses.

## Los infortunios del joven adelantado
El joven Diego de Sanabria había mandado en la expedición a su madrastra y a los capitanes Juan de Salazar y Hernando de Trejo, que al poco tiempo tuvieron sus diferencias y acabaron rompiendo la concordia y cogiendo cada uno por su lado. Juan de Salazar se estableció en la capitanía portuguesa de San Vicente y Hernando de Trejo se asentó entre las islas Cananeia  y Santa Catalina.
Mientras en los territorios rioplatenses sucedían estos inconvenientes, las cosas en España tampoco pintaban bien; Diego de Sanabria era demasiado joven y no ofrecía ninguna garantía: se le dificultaba conseguir gente que quisiera acompañarlo en su aventura del Río de la Plata. Después de una serie de dificultades, al fin consiguió salir de España con otros tres navíos y un par de centenares de soldados en 1552. 
Pero la desgracia otra vez se cebaba en aquella aventura de los Sanabria. Al llegar a Cartagena de Indias (Colombia) uno de los navíos se estrelló contra las rocas. Con los dos restantes partió hacia su destino, pero perdió otro de los barcos frente a las costas de Brasíl, antes de llegar al Río de la Plata.
Como Diego de Sanabria había tardado más de la cuenta en tomar posesión de su gobernación, el rey había nombrado nueva autoridad para los territorios rioplatenses. En Cartagena de Indias, Diego se había enterado del supuesto nombramiento de un nuevo adelantado, Domingo Martínez de Irala, que en realidad solo había sido nombrado gobernador titular. Al llegar Diego de Sanabria al Río de la Plata, descargó el barco y volvió apresuradamente a España a reclamar sus derechos, pero en la Corte no fue escuchado porque ya se había asignado la gobernación.

...que Diego de Sanabria no habiendo cumplido con la capitulación que se tuvo con Juan de Sanabria para llevar socorro a la Provincia del Río de la Plata, estaba bajo su gobierno y porque al servicio de Dios Nuestro Señor y mío conviene que haya persona que tenga la dicha gobernación y acatando a lo que vos Domingo de Irala nos habéis servido y que sois persona tal…

## Sus últimos intentos
Desilusionado por aquel desprecio oficial y arruinado por los gastos que había hecho, se embarcó nuevamente para el Nuevo Mundo, pero el destino se le atravesó otra vez y, antes de llegar a la isla de Margarita (Venezuela), su barco naufragó y pudo salvarse milagrosamente . 
Después de este incidente, cuya fecha y ubicación no puede precisarse, Diego de Sanabria y los supervivientes del naufragio emprendieron a pie la marcha hasta Asunción (Paraguay). Pero, una vez que entraron en la selva brasileña, las penalidades o la voracidad de los caníbales los hicieron desaparecer sin dejar rastro. Otra versión determina que Diego de Sanabria, después del fracaso oficial, volvió a Indias, se estableció en Potosí y allí terminó sus días.